# Altbierbowle
Altbierbowle ist ein Mischgetränk aus dem obergärigen Altbier, Fruchtsirup und Früchten. Traditionell verwendet man Himbeeren und Erdbeeren, aber vielerorts werden einfach gemischte Dosenfrüchte benutzt.
Da Altbier am nördlichen Niederrhein und im östlich angrenzenden Westfalen gebraut und getrunken wird, ist auch die Herkunft dieses Getränkes diese Region. Einige Altbiersorten werden aber in Städte anderer Regionen geliefert, auch dort wird Altbierbowle in Lokalen angeboten. 

## Varianten
In einigen Kneipen wird auch Bockbierbowle angeboten. Dabei wird das Altbier durch Bockbier ersetzt. Die anderen Zutaten aber sind die gleichen.